# A Hard Day's Night (album)
Vous lisez un « article de qualité » labellisé en 2011.
Pour les articles homonymes, voir A Hard Day's Night.
Albums britanniques des Beatles
With the Beatles
(1963) Beatles for Sale
(1964)
Albums nord-américains des Beatles
The Beatles' Long Tall Sally 
(1964) Something New
(1964)
Singles
1. Can't Buy Me Love/You Can't Do That
Sortie : 20 mars 1964
2. A Hard Day's Night/Things We Said Today
Sortie : 10 juillet 1964

A Hard Day's Night est le troisième album des Beatles, paru le 10 juillet 1964 en Grande-Bretagne, sur le label Parlophone, en tant que bande originale de leur premier film, qui porte le même titre. Seules les chansons de la face A du disque figurent dans le long-métrage, bien que certaines de la face B aient été également composées à cet usage. L'album sort le 26 juin aux États-Unis, édité par United Artists, qui ne contient que les chansons entendues dans le film et des pièces orchestrales tirées de la bande son.
Il est enregistré dans la première partie de l'année 1964, alors que les Beatles passent du statut de vedettes dans leur propre pays, où la Beatlemania a pris naissance quelques mois plus tôt, à celui de superstars mondiales. Puisqu'un film mettant en scène cet incroyable phénomène, qui emporte toute la génération des baby boomers, est en préparation, Paul McCartney et surtout John Lennon doivent pour la première fois « composer sur commande ». Ils écrivent toutes les chansons de cet album, qui est donc le premier des Beatles à ne comporter aucune reprise, et qui reste le seul intégralement signé Lennon/McCartney.
Le titre de l'album, de la chanson qui l'ouvre et du film provient d'un accident de langage de Ringo Starr (« Ce fut une dure journée… de nuit », ou « Ce fut la nuit d'une dure journée »), que John Lennon avait déjà utilisé dans son livre In His Own Write. Ce troisième 33 tours du groupe en l'espace de dix-huit mois se distingue notamment par le son de la guitare électrique à douze cordes employée ici pour la première fois par George Harrison.
De janvier à juin 1964, au milieu d'un inimaginable tourbillon qui les voit notamment conquérir l'Amérique, les Fab Four réalisent donc un album qui passe 21 semaines en tête du hit-parade britannique, et 14 semaines à la première place des classements aux États-Unis (où les chansons de l'album original sont réparties sur deux publications, A Hard Day's Night et Something New, distribuées respectivement par United Artists et Capitol). Deux singles et deux EPs sont publiés en Angleterre et aux États-Unis, trois singles sont publiés; la plupart atteignent le top 10. Le film, quant à lui, connaît un succès international.
En France, ce disque, comme le film, sera publié sous le nom « 4 Garçons dans le vent ».

## Historique

### Contexte
« En 1964, on aurait dit qu'on faisait entrer une semaine entière dans chaque journée. »

— George Harrison

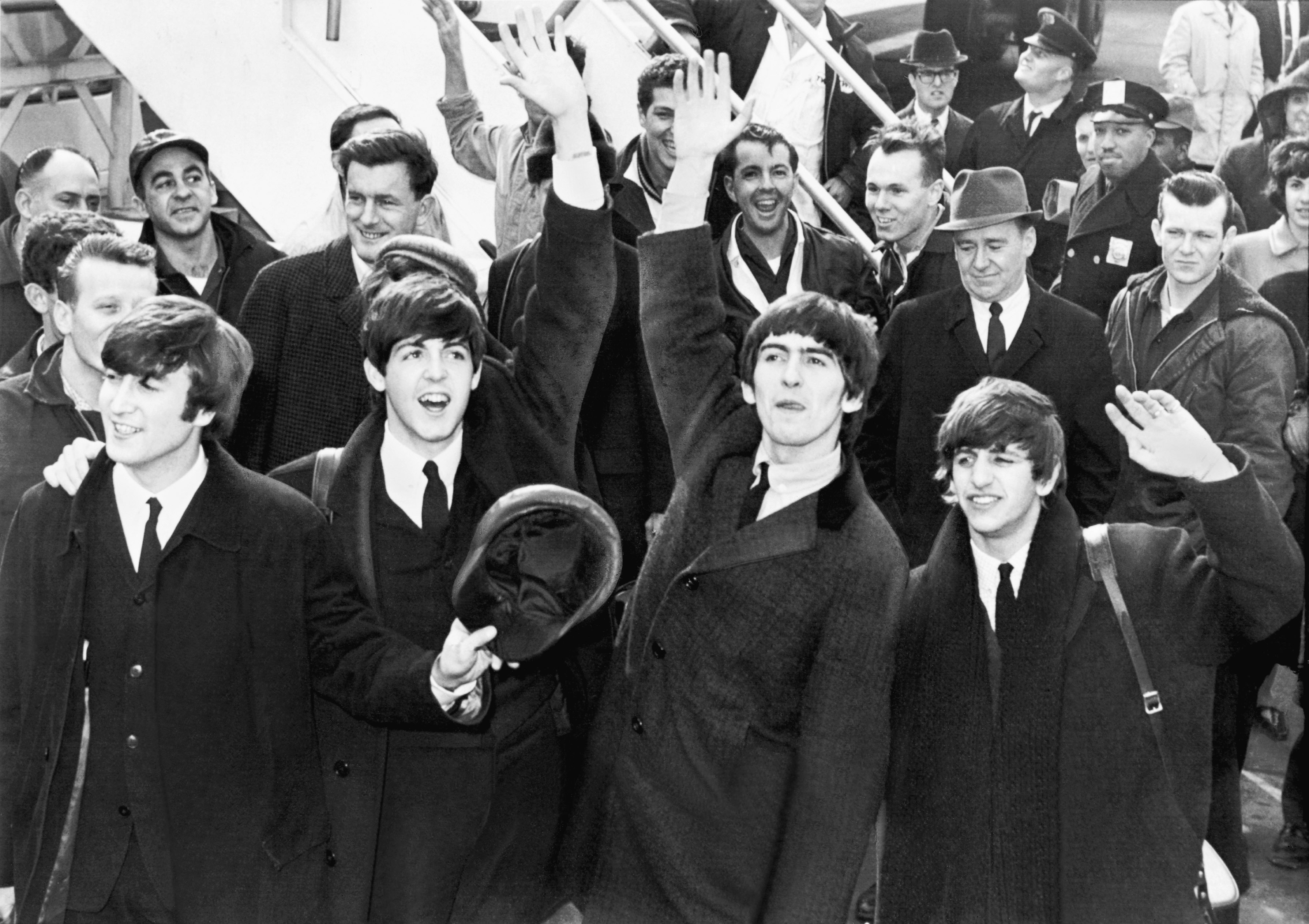
Les Beatles sur le tarmac de l'aéroport international John-F.-Kennedy de New York, le 7 février 1964.

La Beatlemania naît en 1963 au Royaume-Uni, mais dès le début de l'année suivante, elle explose dans le monde entier. Les Beatles tournent à plein régime, entre engagements divers, travail de composition, sessions d'enregistrement, apparitions télévisées et tournées internationales. « Cette année-là, ça a été dément, mais pas dans le groupe. On était normaux, mais le reste du monde était fou », observe encore George Harrison. « Le Baby boom d'après-guerre avait peuplé les rues et les magasins de disques de milliers d'adolescents nantis et désœuvrés en quête de quelque chose ou de quelqu'un à quoi ou qui s'identifier. Nous étions tous de potentiels rebelles sans cause. Et notre génération tout entière allait trouver cette cause dans la musique qu'interprétaient quatre gars de Liverpool. Début 1964, les Beatles étaient le groupe le plus populaire d'Angleterre. À la fin de l'année, ils seraient devenus le plus grand phénomène culturel que le monde ait jamais connu », note pour sa part Geoff Emerick, jeune ingénieur du son des studios EMI, âgé de 18 ans, amené à travailler avec le groupe en tant qu'assistant avant de prendre rapidement des fonctions plus importantes.
Contrairement à Capitol Records, la filiale américaine de EMI qui tarde à signer le groupe anglais, la United Artists a flairé la bonne affaire. Voyant la Beatlemania sévir en Angleterre, ils approchent Brian Epstein avec l'idée d'un film mettant en vedette le groupe. La compagnie s'assure de décrocher les droits de publier une trame sonore en Amérique. Aussitôt le contrat signé, la production débute et au moment où le film sort en salle, le monde sera déjà sous l'emprise des « Fab Four ».
En décembre 1963, Capitol Records sort enfin le single I Want to Hold Your Hand aux États-Unis et en janvier 1964, le groupe donne une série de représentations à l'Olympia de Paris. Le single américain atteint la première position le 2 février tout juste avant leur départ pour un premier séjour américain. La conquête de l'Amérique débute, cimentée à travers son passage du 9 février au Ed Sullivan Show, devant plus de 70 millions de téléspectateurs. La première semaine d'avril, cinq chansons des Beatles occupent les cinq premières places du Billboard Hot 100, tandis que deux albums édités par Capitol Records (The Beatles' Second Album et Meet The Beatles!) trônent à la première et deuxième position du classement correspondant, un record toujours inégalé. En juin, des foules impressionnantes et souvent hystériques les applaudissent à Hong Kong, en Australie ou en Nouvelle-Zélande. En août, ils effectuent leur première tournée triomphale aux États-Unis et, tout au long de l'année, ils se produisent également partout en Grande-Bretagne. Durant le premier semestre, ils se consacrent bien sûr au tournage de leur premier long-métrage et au travail de composition et d'enregistrement des chansons qui l'accompagnent. Cette ascension vertigineuse vers la popularité planétaire autant que la frénésie qu'ils déclenchent partout amusent encore beaucoup les Fab Four, tellement unis que Mick Jagger les surnommera « le monstre à quatre têtes ». Le film mettant en scène cet incroyable phénomène, dont l'idée est née dès octobre 1963, est présenté au moment où la crête de la vague est au maximum.

« La préparation du film avait commencé des mois avant qu'on décroche vraiment la timbale, et quand il a été tourné, on était bien plus connus. Quand il est sorti, on était devenus des vedettes. »

— Ringo Starr

### Composition sur commande
« Pour les Beatles, le film a représenté six semaines de travail intense. […] John et Paul écrivaient tout le temps, dans les avions, assis pendant des jours dans leur chambre d'hôtel, au bord d'une piscine, partout. Il y avait toujours des guitares autour d'eux. »

— Neil Aspinall
Pour ce film en préparation, qui sera réalisé par Richard Lester, John Lennon et Paul McCartney doivent pour la première fois « composer sur commande », avec date limite de livraison programmée pour le début du tournage, le 2 mars. Bien qu'ils se demandent s'ils arriveront à mener cette entreprise dans les temps, leur veine créative est en pleine euphorie, et ils écrivent partout où ils peuvent, au milieu de leurs tournées : à Paris, pendant les deux semaines passées entre l'Olympia et l'Hôtel George-V où ils résident (et où un piano à queue a été installé dans leur suite, pour leur permettre de travailler) ; durant leur séjour à Miami (où est enregistré leur second passage au Ed Sullivan Show, diffusé le 16 février) « pendant qu'on rôtissait au soleil », dit John Lennon ; à Londres aussi, et parfois en quelques heures, comme pour la chanson A Hard Day's Night. Les chansons sont sans rapport avec le film, elles sont composées sans que le groupe ait pris connaissance du scénario et y sont intégrées au fur et à mesure de leur livraison.

« Ce n'était pas notre façon habituelle de travailler parce qu'on n'écrivait jamais sur commande. D'habitude, John et moi, on s'installait et, quand une idée nous venait, on en faisait une chanson. »

— Paul McCartney
Très vite, il apparaît que le tandem Lennon/McCartney, qui a tenu les délais, a écrit trop de chansons pour un film qui doit comporter beaucoup de scènes d'action, et qui, de toute façon, n'est pas destiné à devenir un documentaire montrant en continu les performances musicales du groupe. Finalement, seulement sept de ces nouvelles compositions (plus I'll Cry Instead qui est finalement coupée au montage) trouvent leur place dans le long-métrage. Il est donc décidé d'utiliser tout le reste en face B de l'album en préparation. À ce petit jeu, c'est John Lennon, à l'époque au sommet de sa prépondérance dans le groupe, leader officieux, qui se montre le plus prolifique : il est directement à l'origine de dix des treize chansons composées pour le film et l'album, qui est le premier à ne comporter aucune reprise. Sans contribution de George Harrison, c'est le seul album de la discographie du groupe à ne contenir que des titres signés Lennon/McCartney. À tout ce matériel prêt pour l'enregistrement, il faut ajouter les trois reprises rock 'n' roll et la composition originale I Call Your Name destinées à l'EP Long Tall Sally, qui seront mises en boîte durant les mêmes sessions, éparpillées entre fin janvier et début juin 1964.

### Enregistrement
« Les Beatles ne se sont totalement impliqués dans la production de leurs disques que plus tard, lorsqu'ils ont arrêté de faire des tournées. Jusque-là, ils n'avaient pas le temps, ils se ruaient dans les studios, enregistraient leurs chansons, et s'en remettaient à nous pour le reste du travail. »

— George Martin

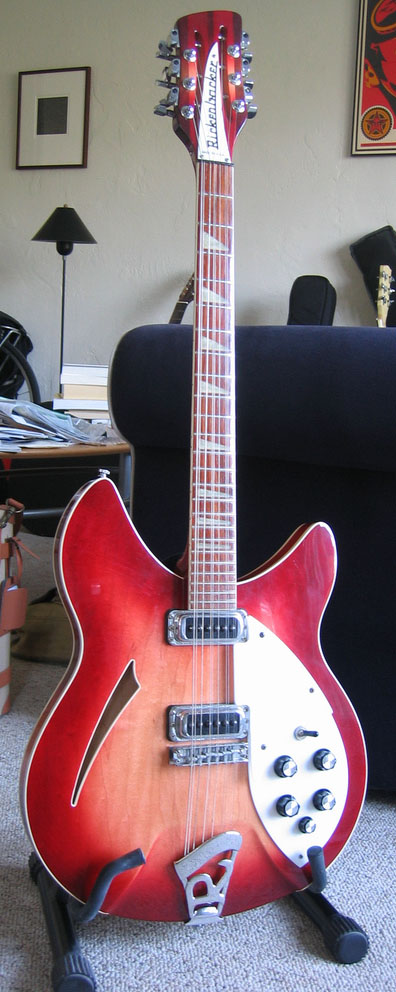
Une Rickenbacker 360 à douze cordes semblable à celle utilisée par George Harrison pour l'enregistrement de l'album.

La première chanson enregistrée pour l'album est Can't Buy Me Love de Paul McCartney. Elle est mise en boîte durant le séjour parisien du groupe, le 29 janvier 1964, aux studios Pathé Marconi de Boulogne-Billancourt, en même temps que les versions en allemand de She Loves You et I Want to Hold Your Hand. La bande sonore arrive ensuite aux studios EMI d'Abbey Road en si mauvais état que l'ingénieur du son Norman Smith, bon batteur, réenregistre lui-même une partie de charleston en l'absence des Beatles. Personne ne s'en est jamais douté. La chanson paraît dans un premier temps en single à la mi-mars 1964, et se classe no 1 des deux côtés de l'Atlantique.
Le 25 février, jour des 21 ans de George Harrison, les sessions de A Hard Day's Night démarrent réellement dans le studio no 2 d'Abbey Road, avec deux nouveautés majeures. D'une part, George Martin et son équipe disposent désormais de magnétophones à quatre pistes. Ils permettent d'obtenir un mixage plus fin et en stéréo, mais aussi de modifier la façon d'enregistrer. Il est désormais possible de démarrer par des prises instrumentales, puis d'ajouter ultérieurement les voix et les chœurs, voire d'autres instruments, technique d'overdubbing qui n'est encore utilisée qu'avec parcimonie. D'autre part, Harrison utilise pour la première fois une guitare électrique à douze cordes (la Rickenbacker 360/12), qui devient l'instrument caractéristique du « son Beatles » en 1964. On l'entend notamment dès l'introduction de You Can't Do That, rapidement mise en boîte ce jour-là, au bout de la quatrième prise complète. Le titre, agrémenté de bongos joués par Ringo Starr, tandis que Paul McCartney bat la mesure avec un cencerro, sorte de cloche à vache, trouve sa place en face B du single Can't Buy Me Love. Les premières versions de And I Love Her et de I Should Have Known Better sont également mises en boîte durant cette session. Celle-ci est émaillée d'éclats de rires dus aux pitreries de John Lennon, qui, notamment, se fait une spécialité de transformer systématiquement les décomptes (« one, two, three, four ») en d'autres formulations hilarantes. Le lendemain, 26 février, le groupe multiplie les prises et les essais (« avec ou sans harmonica ? », « batterie ou percussions ? », « quel tempo ? », etc.) sur ces deux titres, sans parvenir à un résultat satisfaisant sur la ballade de Paul McCartney, mais réussissant à finaliser I Should Have Known Better.
Le 27 février, And I Love Her est enfin enregistrée dans sa version finale (à la 21e prise), avec arpèges de guitare et accompagnement rythmique aux bongos. Deux nouvelles chansons sont enregistrées durant cette même session : Tell Me Why, terminée rapidement, et If I Fell, qui évolue en quinze prises. Pour ce titre qui comprend une structure d'accords complexe, John Lennon et Paul McCartney se regroupent autour d'un seul micro pour produire en direct cette subtile harmonie qui comprend des passages à l'unisson.
Pour leur première session d'enregistrement dominicale, dans la matinée du 1er mars 1964, les Beatles mettent trois nouveaux titres en boîte, en seulement trois heures. I'm Happy Just to Dance with You, écrite par John Lennon pour George Harrison, est expédiée en quatre prises. Long Tall Sally, une reprise de Little Richard, immuable classique des Beatles sur scène, vigoureusement chantée par Paul McCartney (comme une réponse au Twist and Shout hurlé par John Lennon), est enregistrée du premier coup avec George Martin au piano. Ce titre est destiné à l'EP du même nom, qui sera publié seulement cinq jours avant l'album A Hard Day's Night. Enfin, les Beatles s'attaquent à leur propre version de I Call Your Name, une chanson que John Lennon avait offerte en 1963 à Billy J. Kramer pour qu'il l'enregistre. Pour leur part, les Fab Four partent sur un rythme particulier sur le pont de la chanson, qu'ils jouent à la façon ska.
À partir du 2 mars, et jusqu'à la fin avril, le groupe passe l'essentiel de son temps à tourner les scènes de son premier film sous la direction de Richard Lester, tandis que le single Can't Buy Me Love fait un carton planétaire : il est disque d'or aux États-Unis le jour de sa sortie, tandis qu'en Grande-Bretagne on compte plus d'un million de pré-commandes avant son arrivée dans les bacs le 20 mars.
Le 16 avril, le groupe retourne aux studios EMI pour enregistrer la chanson qui donne son titre à l'album et au film : A Hard Day's Night, composée en quelques heures à partir d'un accident de langage de Ringo Starr. La chanson, terminée en neuf prises et en moins de trois heures, se distingue d'emblée par son introduction. Un accord de sol augmenté d'une quarte et d'une septième, puissamment plaqué par la guitare à six cordes de John Lennon et celle à douze cordes de George Harrison, est accompagné par un accord de trois notes de piano (ré, sol, ré) joué par George Martin, un ré aigu sorti de la basse Höfner de Paul McCartney et un coup simultané de caisse claire et de cymbale donné par Ringo Starr. George Martin, le producteur, explique : « Nous savions que cette chanson ouvrirait le film et l'album. Il nous fallait donc un démarrage particulièrement fort et efficace. Cet accord strident de guitares constituait le lancement idéal ». Harrison éprouve des difficultés à exécuter la phrase rapide du pont de la chanson. Pour lui permettre d'y parvenir, la bande est considérablement ralentie, puis, une fois le solo exécuté, remise à la bonne vitesse. Lennon et McCartney ajoutent encore des voix, doublant leurs parties respectives, et une piste de guitare acoustique, et Starr des bongos et une cloche : ce fameux hit des Beatles, aussi rapidement composé qu'enregistré, est complet et prêt pour le mixage.

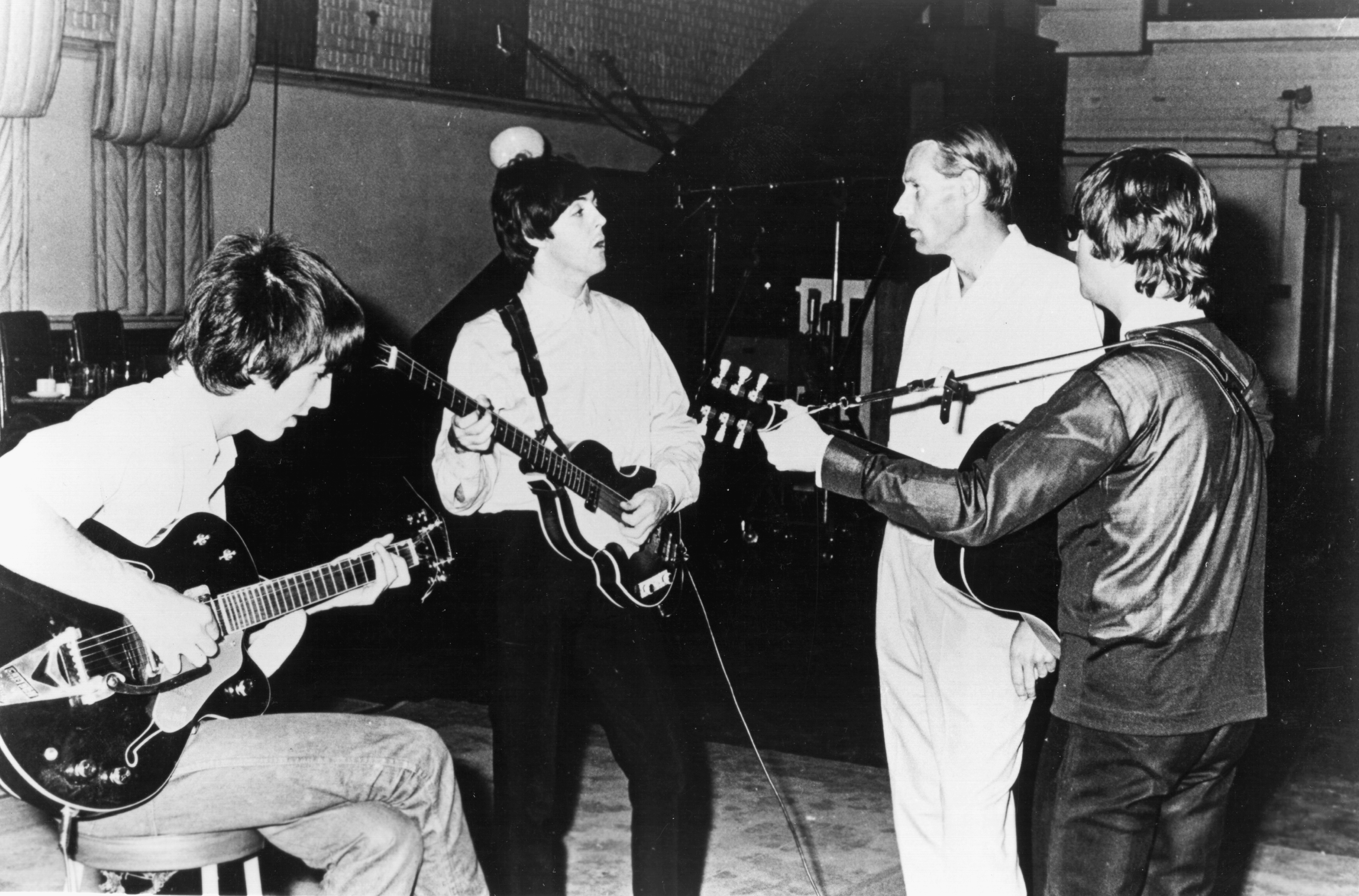
Les Beatles et George Martin au travail dans les studios EMI (vers 1966).

Le groupe s'accorde trois semaines de vacances une fois le tournage du film achevé. L'enregistrement des chansons de la face B de l'album, non incluses dans la bande originale du film, ainsi que celui des autres titres rock 'n' roll destinés à l'EP Long Tall Sally, est achevé en deux journées, les 1er et 2 juin 1964. Le groupe commence par la reprise du titre de Carl Perkins Matchbox, que Ringo Starr exécute (chantant et jouant de la batterie simultanément) en présence de l'auteur de la chanson, de passage aux studios EMI ce jour-là. Les Beatles continuent avec I'll Cry Instead, enregistrée en deux parties appelées à être reliées plus tard par l'équipe de George Martin, et poursuivent par un autre titre destiné à l'EP, Slow Down de Larry Williams. Ils terminent, pour ce qui est de cette session du 1er juin, par I'll Be Back. Cette chanson évolue à toute vitesse : à la deuxième prise, elle est jouée sur un tempo de valse (en 3/4) sur lequel John Lennon explique « ne pas pouvoir chanter ». À la prise suivante, I'll Be Back est adaptée en 4/4 dans une version presque définitive, puisque c'est finalement la prise 16 qui atterrit sur le disque. En dehors de la reprise de Carl Perkins, toutes ces chansons sont chantées avec énergie par John Lennon. Le lendemain, Paul McCartney a enfin son quart d'heure personnel en enregistrant Things We Said Today, réalisée en trois prises seulement avec overdubs de voix, de tambourin et de piano. Deux autres titres ayant pour auteur et chanteur principal John Lennon, When I Get Home et Any Time at All, marquent la fin du travail pour les Beatles, qui auront donc enregistré en 48 heures, à la fois les dernières chansons appelées à figurer sur A Hard Day's Night et trois des reprises rock 'n' roll destinées à l'EP Long Tall Sally.
Les propos de George Martin rapportés au début de ce chapitre trouvent leur illustration dans le fait que tout le reste du travail est effectué en l'absence du groupe, ce qui contraste singulièrement avec les années à venir dans les studios EMI : overdubs de piano joués par le producteur en personne, et mixages mono et stéréo en compagnie de l'ingénieur du son Norman Smith, assisté par Ken Scott et Geoff Emerick. Ainsi, la principale séance de mixage et remixage des chansons destinées soit au pressage britannique, soit aux pressages américains, est réalisée le 22 juin 1964 dans la salle de contrôle du grand studio no 1 d'Abbey Road, alors que les Beatles sont en pleine tournée aux antipodes, donnant précisément ce jour-là un concert dans la capitale néo-zélandaise de Wellington. Au total, la réalisation de l'album aura pris 65 heures réparties en 17 journées.

### Parution
« Un single splendide, un album splendide, accompagnés par un film splendide, avec des ventes colossales à l'échelle mondiale dans tous ces formats. »

— Mark Lewisohn

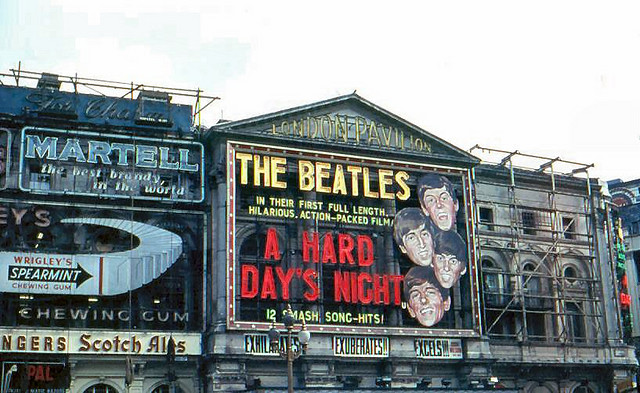
Le film A Hard Day's Night à l'affiche du London Pavilion en août 1964.

La première du film a lieu le 6 juillet 1964 (soit quatre jours avant la sortie de l'album en Grande-Bretagne) au London Pavilion, sur Piccadilly Circus, en présence de la reine Élisabeth II. Pour l'occasion, la grande place londonienne est fermée à la circulation. « Piccadilly était rempli de monde. On pensait qu'on arriverait tranquillement dans notre limousine, mais elle n'a pas pu passer à cause de la foule », se remémore Paul McCartney. Les Beatles n'ont encore rien vu. Le 10 juillet, alors que leur nouvel album arrive dans les bacs des disquaires, les Fab Four sont de retour chez eux à Liverpool, accompagnés par la foule, depuis l'aéroport jusqu'au balcon de l'hôtel de ville, où plus de 200 000 personnes les acclament.

#### Version américaine
De façon exceptionnelle, l'album sort en premier lieu aux États-Unis. Cependant, l'édition américaine de A Hard Day's Night est clairement différente de sa version anglaise publiée deux semaines plus tard par les Beatles. Il s'agit en effet de la bande originale du film du même nom publiée par United Artists. Le label avait déjà signé un contrat avec Brian Epstein bien avant que Capitol ne se montre intéressé par le groupe. La bande son contient donc les sept chansons du film, ainsi que I'll Cry Instead, composée pour le film mais coupée au montage, et, pour permettre d'atteindre un nombre convenable de chansons, quatre versions instrumentales de chansons du groupe, orchestrées par George Martin. Deux singles, un E.P. et un album des versions easy listening du George Martin Orchestra ont aussi été publiées. Seules les versions orchestrales de la chanson titre et de Ringo's Theme (This Boy) sont entendues dans le film.
L'album est publié le 26 juin 1964 et atteint la première place des classements, où il se maintient durant 14 semaines, le record de l'année. Capitol, qui a, entre-temps, hérité des droits des chansons des Beatles, édite Something New, un album au titre fallacieux utilisant cinq chansons communes qui sort le mois suivant et vient se classer à la seconde position juste derrière son concurrent.
En 1979, Capitol/EMI achètent la United Artists Records ce qui leur permettra dorénavant de publier la version américaine de cet album et de Let It Be, tous deux publiés aux États-Unis par ce label. L'album du prochain film, Help!, sera publié par EMI sur étiquette Parlophone au Royaume-Uni et Capitol Records aux États-Unis

#### Version britannique
De son côté, l'album britannique — le troisième du groupe en l'espace de 18 mois — paraît le 10 juillet 1964, accompagné le même jour par le single de la chanson-thème (avec Things We Said Today en face B). Il s'agit du premier album des Beatles ne comprenant que des chansons originales, et sera le seul de leur carrière entièrement crédité à Lennon/McCartney. L'album se classe sans surprise en tête des hit-parades à la place du premier album des Rolling Stones (qui avait lui-même détrôné l'album With The Beatles), y reste durant 21 semaines, pour être détrôné par...Beatles for Sale, l'album suivant du groupe. En tout, l'album reste 38 semaines dans les classements britanniques. Un second single (Can't Buy Me Love / You Can't Do That) ainsi que deux EPs (Extracts from the Film A Hard Day's Night et Extracts from the Album A Hard Day's Night) sont issus de l'album. Ainsi, lorsque I'm Happy Just to Dance with You sera placée en face B du 45 tours Beatles Movie Medley en 1982, toutes les chansons de l'album ont aussi été publiées en 45 tours à l'exception de I'll Be Back,.

### Réception
Un phénomène unique dans l'histoire de l'industrie discographique se produit dans la semaine du 5 août 1964 : les Beatles sont no 1 des hit-parades britanniques et américains, dans les deux classements (albums et singles), avec un 33 tours et un 45 tours qui portent tous le même titre,.

« L'exubérance des années 1960, le génie des Beatles et l'inarrêtable confiance en soi du meilleur groupe du monde, en train de réaliser qu'il était le meilleur groupe au monde, tout est contenu dans ce disque. Essentiel. »

— David Quantick, de la BBC
L'influence de A Hard Day's Night, coïncidant avec la percée des Beatles aux États-Unis, est relevée par la critique :

« Le son de la 12 cordes électrique de George Harrison a été d'une influence considérable ; il a aidé les Byrds, alors chanteurs de folk, à se plonger dans le rock 'n' roll, inspirant de nombreux guitaristes comme Roger McGuinn et David Crosby. Les Beatles (en même temps que Bob Dylan) ont également influencé l'explosion folk rock de 1965. Le succès du groupe a aidé à ouvrir le marché américain à leurs compatriotes, les Rolling Stones, les Kinks, les Animals, les Who, et a inspiré les jeunes groupes américains comme les Beau Brummels, Lovin' Spoonful et autres, pour monter leurs propres projets de chansons composées par eux-mêmes. À ce titre, ils doivent beaucoup au tandem Lennon/McCartney. »

— Richie Unterberger
Le 18 juillet 1964, cette trame sonore entre à la douzième position dans le Billboard 200 et grimpe au sommet la semaine suivante, 15 février 1964 pour y rester quatorze semaines. Il demeure dans ce palmarès pour un total de cinquante-six semaines.
Un prix Grammy Hall of Fame, récompense qui honore les « enregistrements d'importance qualitative ou historique durable », est décerné à l'album en 2000. Cette même année, Q place l'album A Hard Day's Night à la cinquième place dans sa liste des 100 meilleurs albums britanniques de tous les temps. En 2020, l'album est classé no 263 dans la liste des 500 plus grands albums de tous les temps du magazine Rolling Stone (en 2003, il y était classé à la 388e position et en 2012 à la 307e),. Il fait aussi partie des 1001 albums qu'il faut avoir écoutés dans sa vie et de nombreuses autres listes.

## Caractéristiques artistiques

### Analyse des chansons
« Dick Lester a dit : « On va prendre ça comme titre », et le lendemain matin, j'ai apporté la chanson. »

— John Lennon
A Hard Day's Night marque une rupture claire dans la carrière des Beatles, parce qu'il est leur premier album à ne contenir que des compositions originales, toutes les chansons étant créditées Lennon/McCartney. C'est également la seule fois que les chansons d'un album du groupe sont toutes signées du duo. Il se démarque également dans la mesure où il marque l'apogée de la domination de John Lennon au sein du tandem, puisqu'il est l'auteur de dix des treize chansons du disque. L'artiste montre ainsi sa capacité à composer des rocks puissants comme Tell Me Why, Any Time at All (qu'il ne considère que comme une variante de It Won't Be Long) ou encore la chanson-titre, devenue un des standards du groupe.
Lennon montre cependant une diversité de styles, d'abord en composant des chansons plus personnelles : When I Get Home fait allusion à ses habitudes de pantouflard (sur lesquelles il reviendra avec I'm Only Sleeping et Watching the Wheels) ; I'll Cry Instead est également une allusion à peine voilée à ses tendances violentes dans sa vie de couple, tandis que If I Fell, souvent considérée comme une de ses plus belles ballades, fait référence, de façon évidente, à ses adultères.
Lennon compose aussi d'autres morceaux plus classiques : I'll Be Back est ainsi une ballade relativement anodine qui conclut l'album, tandis que le joyeux I Should Have Known Better est une chanson d'amour étonnamment optimiste pour un compositeur habitué à de plus sombres états d'âme. Il compose enfin I'm Happy Just to Dance with You, chanson classique qui est donnée à George Harrison.
Pour sa part, Paul McCartney compose trois chansons, qui se démarquent cependant de ses créations précédentes. Le bouillant Can't Buy Me Love, qu'il chante seul à une époque où les harmonies du groupe étaient généralement travaillées, devient une des chansons les plus connues des Beatles : parue en 45 tours avant la sortie de l'album, il s'agit du seul morceau présent dessus qui ne soit pas inédit. La ballade And I Love Her est également une de ses pièces maîtresses, que Lennon a qualifiée comme « son premier Yesterday ». Il signe également une autre ballade, Things We Said Today, remarquable pour ses passages du mode majeur au mode mineur : ces deux chansons font écho à sa relation avec sa petite amie de l'époque, l'actrice Jane Asher.

### Pochette et disque
La pochette de l'édition britannique (« Parlophone PMC 1230 » pour l'édition mono et « PCS 3058 » pour l'édition stéréo) se présente sous la forme de quatre séries de cinq portraits en noir et blanc, pris par Robert Freeman, de chaque Beatle dans différentes attitudes, occupant chacune une ligne horizontale (de haut en bas : John Lennon, George Harrison, Paul McCartney et Ringo Starr), à la manière d'une pellicule de film, le tout encadré de bleu, en dessous du titre de l'album en lettres capitales rouges. Un long texte de Tony Barrow (en), à l'époque attaché de presse du groupe, occupe les trois-quarts de la surface du dos de la pochette. Il retrace les conditions de composition et d'enregistrement de l'album et note, à propos des chansons de la face B : « Quand vous écouterez cette face, vous serez d'accord avec le fait qu'il aurait été fort dommage de jeter à la poubelle cette fabuleuse collection de titres, seulement parque qu'ils ne font pas partie du film. Vous avez maintenant en votre possession une collection d'enregistrements complète et à jour. En même temps, il est intéressant de se souvenir que le disque présent dans cette pochette est le premier qui ne contient que des titres composés et interprétés par les Beatles. »
En revanche, l'édition américaine (« United Artists Records UAL-3366 » en mono et « UAL-6366 » en stéréo) se présente clairement comme la « bande originale du film » (« Original Motion Picture Soundtrack » écrit en lettres noires), ce qui correspond à son contenu; les chansons inédites entendues dans le film et les pièces instrumentales orchestrées par George Martin. Le fond de la pochette est rouge et, cette fois, ce ne sont que quatre grandes photos en noir et blanc, visages coupés en dessous des yeux, qui occupent sa surface. Le dos de la pochette reprend les lignes de cinq images façon pellicule, mais sur trois rangées seulement, avec l'ordre des visages mélangé d'une vignette à l'autre. Ils sont surplombés par les crédits du film.
Enfin, la publication de Capitol Records (Something New) est indissociable des deux autres, car elle ne contient que des chansons enregistrées dans la même période, soit cinq titres issus de la bande originale du film, trois en provenance de la face B de l'album britannique, deux standards du rock 'n' roll publiés sur l'EP Long Tall Sally et la reprise en allemand de I Want to Hold Your Hand. Elle présente une photo en couleur du groupe en costume noir, jouant live et prise par Joe Covello au Ed Sullivan Show. Elle contient aussi des notes dithyrambiques : « Et maintenant, les Beatles sont des stars de cinéma ! Auriez-vous pensé que les quatre gars de Liverpool qui ont produit tant de gros titres dans le monde entier, allaient faire un film certain de devenir un énorme succès dans les coins les plus reculés du globe ? Et voici cet album, qui contient cinq chansons issues de ce film A Hard Day's Night d'United Artists, qui est, bien sûr, leur tout premier. Maintenant, les fans peuvent voir John, George, Paul et Ringo à l'écran, et écouter les tubes sur leur platine stéréo entre leurs sorties vers les cinémas! »

## Fiche technique

### Liste des chansons

#### Édition britannique
Toutes les chansons sont écrites et composées par John Lennon et Paul McCartney.
| 1. | A Hard Day's Night               | John Lennon, Paul McCartney (refrain) | 2:29 |
| 2. | I Should Have Known Better       | John Lennon                           | 2:41 |
| 3. | If I Fell                        | John Lennon, Paul McCartney           | 2:19 |
| 4. | I'm Happy Just to Dance with You | George Harrison                       | 1:55 |
| 5. | And I Love Her                   | Paul McCartney                        | 2:28 |
| 6. | Tell Me Why                      | John Lennon                           | 2:06 |
| 7. | Can't Buy Me Love                | Paul McCartney                        | 2:11 |

| 8.  | Any Time at All      | John Lennon    | 2:10 |
| 9.  | I'll Cry Instead     | John Lennon    | 1:44 |
| 10. | Things We Said Today | Paul McCartney | 2:35 |
| 11. | When I Get Home      | John Lennon    | 2:15 |
| 12. | You Can't Do That    | John Lennon    | 2:34 |
| 13. | I'll Be Back         | John Lennon    | 2:21 |

#### Vidéoclips (DVD)
1. Can't Buy Me Love (Official Video) - 2:15
2. A Hard Day's Night (Official Video) - 2:39

#### Édition américaine:A Hard Day's Night - Original Motion Picture Sound Track
Toutes les chansons sont composées par Lennon/McCartney. Les pièces instrumentales sont les arrangements orchestraux de George Martin. Disque publié par United Artists; l'astérisque dénote une chanson qui sera incluse dans le 33 tours Something New publié par Capitol le mois suivant.
| 1. | A Hard Day's Night                                   | John Lennon, Paul McCartney (refrain) | 2:28 |
| 2. | Tell Me Why *                                        | John Lennon                           | 2:07 |
| 3. | I Cry Instead [sic] *                                | John Lennon                           | 2:05 |
| 4. | I Should Have Known Better (George Martin Orchestra) | Instrumental                          | 2:07 |
| 5. | I'm Happy Just to Dance with You *                   | George Harrison                       | 1:56 |
| 6. | And I Love Her (George Martin Orchestra)             | Instrumental                          | 3:44 |

| 7.  | I Should Have Known Better                                        | John Lennon                 | 2:41 |
| 8.  | If I Fell *                                                       | John Lennon, Paul McCartney | 2:19 |
| 9.  | And I Love Her *                                                  | Paul McCartney              | 2:30 |
| 10. | Ringo's Theme (This Boy) (George Martin Orchestra avec Vic Flick) | Instrumental                | 3:09 |
| 11. | Can't Buy Me Love                                                 | Paul McCartney              | 2:12 |
| 12. | A Hard Day's Night (George Martin Orchestra)                      | Instrumental                | 2:06 |

##### Réédition
En janvier 2014, cette version de A Hard Day's Night est publiée pour la première fois en CD dans la collection The U.S. Albums et se retrouvera,  sur disque en vinyle 180 grammes, parmi les sept albums américains publiés en 1964 dans un boîtier intitulé 1964 US Albums in Mono.

### Interprètes
- John Lennon : chant, guitare acoustique, guitare électrique, harmonica, tambourin, piano (sur Things We Said Today)
- Paul McCartney : chant, basse, piano, guitare acoustique (sur I'll Be Back)
- George Harrison : chant, guitare acoustique, guitare électrique (six et douze cordes), claves (sur And I Love Her)
- Ringo Starr : batterie, bongos, cencerro, maracas, claves, tambourin
- George Martin : piano

### Équipe de production
- George Martin : producteur
- Norman Smith : ingénieur du son principal
- Geoff Emerick : ingénieur du son assistant
- Richard Langham : ingénieur du son assistant
- A. B. Lincoln : ingénieur du son assistant
- Ken Scott : ingénieur du son assistant

## Classements hebdomadaires
Éditions originales (britannique et américaine)
| Classement (1964)             | Meilleure place |
| ----------------------------- | --------------- |
| Allemagne (Media Control AG)  | 1               |
| Australie (Kent Music Report) | 1               |
| États-Unis (Billboard 200)    | 1               |
| Royaume-Uni (UK Albums Chart) | 1               |

Rééditions
| Classement (1987)             | Meilleure place |
| ----------------------------- | --------------- |
| Pays-Bas (Mega Album Top 100) | 20              |

| Classement (2009)                  | Meilleure place |
| ---------------------------------- | --------------- |
| Autriche (Ö3 Austria Top 40)       | 66              |
| Belgique (Flandre Ultratop)        | 68              |
| Belgique (Wallonie Ultratop)       | 80              |
| Espagne (Promusicae)               | 61              |
| Finlande (Suomen virallinen lista) | 27              |
| Italie (FIMI)                      | 73              |
| Nouvelle-Zélande (RIANZ)           | 28              |
| Portugal (AFP)                     | 28              |
| Suède (Sverigetopplistan)          | 29              |
| Suisse (Schweizer Hitparade)       | 60              |

## Certifications
| Pays                    | Certification | Unités certifiées | Date de certification |
| ----------------------- | ------------- | ----------------- | --------------------- |
| Australie (ARIA)        | Or            | 35 000            | 2009                  |
| Canada (Music Canada)   | Platine       | 100 000           | 24 mars 1995          |
| États-Unis (RIAA)       | 4 × Platine   | 4 000 000         | 11 octobre 2000       |
| Nouvelle-Zélande (RMNZ) | Platine       | 15 000            | 2009                  |
| Royaume-Uni (BPI)       | Platine       | 300 000           | 24 octobre 2014       |

### Ouvrages
- (fr) The Beatles (trad. Philippe Paringaux), The Beatles Anthology, Paris, Seuil, 2000, 367 p. (ISBN 2-02-041880-0)
- (fr) Roy Carr & Tony Tyler, The Beatles, Paris, Delville, 1984, 136 p. (ISBN 2-85922-031-3)
- (fr) Geoff Emerick (trad. Philippe Paringaux, préf. Elvis Costello), En studio avec les Beatles : les mémoires de leur ingénieur du son, Le Mot et le Reste, 2009, 486 p. (ISBN 978-2-915378-99-3)
- (en) Mark Lewisohn (préf. Ken Townsend), The Complete Beatles Recording Sessions : The Official Story of the Abbey Road Years 1962-1970, Londres, Hamlyn/EMI, 2004 (1re éd. 1988), 204 p. (ISBN 0-517-57066-1)
- (fr) Steve Turner (trad. Jacques Collin), L'intégrale Beatles : les secrets de toutes leurs chansons, Hors Collection, 2006 (1re éd. 1994, 1999), 288 p. (ISBN 0-600-61207-4)

### Autres sources
1. ↑  Référence au film La Fureur de vivre (Rebel Without a Cause), de Nicholas Ray avec James Dean (1955).
2. ↑  (en) Todd Leopold, « When the Beatles hit America », CNN. Consulté le 30 septembre 2011.
3. ↑  (en) Richie Unterberger (en), « The Beatles Biography and Awards », Billboard. Consulté le 30 septembre 2011.
4. 1 2  (en) Dave Dermon, The Beatles on Tour 1963 - 1966, Dermontown. Consulté le 30 septembre 2011.
5. 1 2 3 4 5  Tony Barrow, notes originales, livret de l'album A Hard Day's Night, CD remaster stéréo, Apple, 2009, p. 7–15
6. ↑  (en) « Legendary Guitar: George Harrison’s Rickenbacker 360/12 », Gibson.com. Consulté le 2 octobre 2011.
7. ↑  Livret de l'album Anthology 1, Apple, 1995, p. 40
8. ↑  Livret de l'album A Hard Day's Night, Apple, 2009, p. 20
9. ↑  (en) « A Hard Day's Night Soundtrack album », Beatles Music History. Consulté le 24 septembre 2011.
10. 1 2 3 4  (en) « A Hard Day's Night », Graham Calkin's Beatles Pages. Consulté le 24 septembre 2011.
11. ↑  (en) « E.P. - A Hard Day's Night (Extracts From The Film) », Graham Calkin's Beatles Pages. Consulté le 24 septembre 2011.
12. ↑  (en) « E.P. - A Hard Day's Night (Extracts From The Album) », Graham Calkin's Beatles Pages. Consulté le 24 septembre 2011.
13. ↑  (en) « 1964/08/01 », The Official Archive Charts. Consulté le 2 octobre 2011.
14. ↑  (en) David Quantick, « The Beatles A Hard Day’s Night Review » BBC. Consulté le 4 octobre 2011.
15. ↑  Richie Unterberger, « The Beatles Biography », AllMusic. Consulté le 4 octobre 2011.
16. ↑  (en) « Grammy Hall Of Fame Award », Grammy. Consulté le 5 octobre 2011.
17. ↑  (en + nl) « Q The 100 Greatest British Albums », Muziek Lijstjes. Consulté le 24 septembre 2011.
18. ↑  http://www.beatlesebooks.com/hard-days-night-soundtrack
19. ↑  http://yokono.co.uk/collection/beatles/usa/single/usa_single_1964.html
20. ↑  (en) « Something New », The Beatles Bible. Consulté le 3 octobre 2011.
21. ↑  http://www.thebeatles.com/news/celebrate-50-years-globe-sweeping-%E2%80%9Cbeatlemania%E2%80%9D-13-albums-mastered-itunes